# Freedoom
Freedoom est un jeu vidéo de tir à la première personne en développement, disponible en plusieurs versions : 
- Freedoom Phase1 (anciennement Ultimate IWAD), inspiré du WAD de The Ultimate Doom ;
- Freedoom Phase 2 (anciennement Complete IWAD), inspiré du WAD de Doom II ;

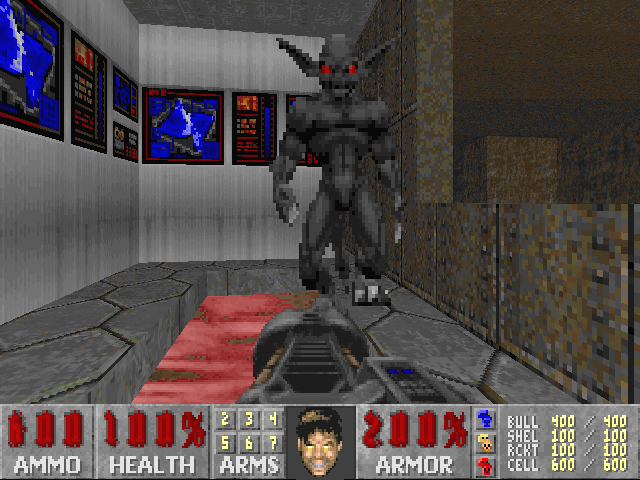
Capture d’écran de Freedoom, utilisé avec le port PrBoom.

- FreeDM, pour jouer en mode Deathmatch, avec une structure semblable à Doom II.

Un WAD basé sur la version shareware de Doom a également été disponible.
Freedoom est possible car id Software a libéré le code source du Doom engine en 1997 sous licence GPL. En combinant Freedoom avec un moteur compatible avec Doom, il est possible de jouer aux différentes extensions (fichiers PWAD) originellement conçues pour Doom ou Doom II. Les monstres, armes, textures et autres éléments graphiques de Freedoom sont libres, et différents de ceux de Doom, mais leur comportement est identique.
La première version « finale », numérotée 0.8, est publiée le 1er janvier 2014, intégrant notamment, en tant que 4e épisode de Freedoom1, le WAD Double Impact (originellement publié en 2011). Les versions ultérieures, 0.9 puis 0.10 etc., apportent d'autres améliorations : interface, sons, graphismes (sprites...), etc.
Les versions Freedoom Phase 2 et FreeDM incluent des ressources compatibles avec Final Doom, et permettent donc de jouer des PWAD nécessitant normalement la possession d'un IWAD de cette extension, TNT: Evilution ou The Plutonia Experiment.

## Utilisation
Le site officiel Freedoom permet de télécharger des IWAD (données de jeu), sans moteur de jeu. Il faut donc exploiter ces IWAD avec une version officielle de Doom ou un portage  ou tout autre port compatible avec Doom.
Antérieurement à la version 0.13.0 (30 janvier 2024), Freedoom exploitait plusieurs fonctions avancées spécifiques à Boom et ne fonctionnait pas avec le logiciel d'origine de Doom; il fallait utiliser Boom ou des logiciels compatibles comme PrBoom ou ZDoom, ou trouver un dérivatif (comme combiner Freedoom avec un PWAD). Retrouver une compatibilité avec le logiciel d'origine était un but fixé par les développeurs depuis 2017.
La version multijoueur FreeDM, développée indépendamment avant d'être rattachée au projet, est depuis le début compatible avec le logiciel d'origine de Doom.

## Projets liés
Selon les mêmes principes que FreeDoom, Blasphemer est une version libre d'Heretic, autre jeu vidéo basé sur le Doom engine.
D'autres projets ont été ébauchés sur d'autres jeux utilisant le même moteur Id Tech 1: Lästermaul est un projet similaire concernant Hexen (prenant le relais d'un projet antérieur, Zauberer), Animosity pour Strife et FreedomScoops pour Chex Quest. Contrairement à Freedoom et Blasphemer, ces autres projets ne sont pas encore fonctionnels.